# Люмет, Сидни
Си́дни А́ртур Лю́мет (англ. Sidney Arthur Lumet; 25 июня 1924 — 9 апреля 2011) — американский кинорежиссёр, сценарист и продюсер. Один из самых плодовитых и выдающихся голливудских кинорежиссёров послевоенного времени, в течение полувека снимавший в среднем более одного фильма в год.
Вершиной его режиссёрского мастерства считаются работы, вышедшие в 1970-х годах — в основном, «Собачий полдень» и «Телесеть». К числу самых успешных его фильмов у критиков и публики также относятся первый, «12 разгневанных мужчин» (1957), и последний, «Игры дьявола» (2007), выпущенный через несколько лет после получения почётного «Оскара» за вклад в киноискусство.
Автор мемуаров «Снимая фильмы» (англ. Making Movies, 1996).

## Биография и творчество
Родился 25 июня 1924 года в Филадельфии (штат Пенсильвания, США) в семье актёров еврейской сцены из Польши, иммигрировавших в Америку за год до его рождения (отец — Барух (Бурех) Люмет, 1898, Варшава — 1992; мать — Юджиния Гитл Вермус, 1898—?). Дебютировал как актёр на радио WLTH в мыльной опере «Дедушка из Браунсвиля» (идиш: Дер Браунсвиллер Зейдэ, 1929) в возрасте 4 лет с отцом и старшей сестрой Фейгой, в театре — в пять лет. Будучи подростком, играл с родителями в Еврейском художественном театре на идише на Второй авеню и на Бродвее, в Нью-Йорке. Рано остался без матери.

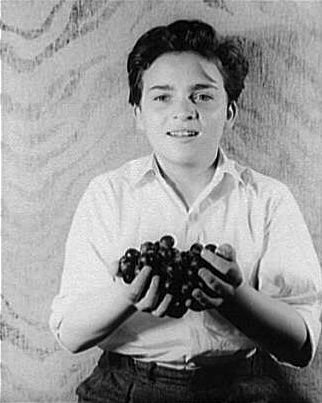
Сидни Люмет, 7 мая 1939 года. Фотограф — Карл Ван Вехтен

В 1935 году, в одиннадцатилетнем возрасте, снялся в короткометражной ленте Генри Линна «Папиросн» (с идиш — «сигареты»), спродюсированной композитором Германом Яблоковым, где прозвучала его знаменитая песня «Папиросн». В 15 лет вместе с отцом впервые снялся в полнометражной картине «Треть нации» (англ. One Third of a Nation, 1939). Барух Люмет впоследствии снялся в двук картинах своего сына — «Ростовщик» (англ. The Pawnbroker, 1964) и «Группа» (англ. The Group, 1966).
Окончил Колумбийский университет по классу драматической литературы. Во время Второй мировой войны служил ремонтником радаров в Индии и Бирме (с 1942 по 1946). В 1946 году, вернувшись домой, создал актёрскую группу, не зависимую от Бродвея, и стал её режиссёром. Свою режиссёрскую карьеру Люмет начал на телевидении, где поставил много спектаклей и фильмов (некоторые вместе со своим помощником Франкенхаймером) и получил неоценимый опыт.
Дебютом Сидни Люмета в кино как режиссёра стала судебная драма «Двенадцать разгневанных мужчин» (1957) — единственный фильм десятилетия в лучшей десятке IMDb. По его словам в нём не было допущено ни одной технической ошибки, так как предыдущий телевизионный опыт очень пригодился. Затем он перенёс на киноэкран несколько успешных спектаклей, в частности, «Из породы беглецов» (по пьесе Теннесси Уильямса «Орфей спускается в ад»), «Чайка» (по А. П. Чехову), «Долгий день уходит в ночь» (по Юджину О’Нилу) и другие. В своих экранизациях он не выставляет себя на первый план — режиссура не бросается в глаза. Во многом здесь он выступает как интерпретатор — стремящийся к стилистической достоверности и точной атмосфере каждой вещи. Бережно относясь к тексту, Люмет ищет кинематографический эквивалент, который вытекает из особенностей пьесы, её структуры и духа. «Говорят, — утверждал Люмет, — что театральная драматургия не годится для кино. Это заблуждение. Кино нуждается прежде всего в хорошей литературе. Я очень верю в силу слова на экране». Так, говоря о пьесе «Орфей спускается в ад», по его словам «он хотел донести её высокие чувства до кинозрителей, заставить звучать с экрана её сочный язык».
Впоследствии Люмет стал режиссёром ещё 53 фильмов (последний — «Getting Out», 2009), в шести выступил как сценарист, в четырёх — как актёр, ещё в 11 сыграл самого себя, продюсировал 10 фильмов и телевизионных сериалов. Снятые им фильмы более 50 раз номинировались на премию «Оскар» (в том числе 18 раз — за работу занятых в них актёров).
Многие картины он снимал в Нью-Йорке считая, что независимость от голливудских компаний даёт творческие преимущества, а также из-за возможности использовать в качестве статистов настоящих актёров. Люмет воспитывался на чёрно-белом кино, и многие его картины были чёрно-белыми. В фильмах Люмета, как правило, немного действующих лиц и событий. И события эти зачастую происходят в одном и том же месте и не отдалены друг от друга во времени. По его словам: «С самого начала мне стало ясно, что, хотя кино движется в сторону размаха, постановочности, массовых сцен, меня интересуют в нём частные проблемы, небольшие истории с малым числом персонажей». Так, например по его мнению фильм: «Долгий день уходит в ночь» — «всё, о чём только можно мечтать. С помощью всего четырёх персонажей осуществляется доскональное исследование жизни в целом». 
Важное значение придавал в выборе подходящего места и сведении работы с декорацией на натуре к минимуму, что во многом объясняется экономией средств и времени.
Сидни Люмет скончался от лимфомы 9 апреля 2011 года в своей нью-йоркской квартире в возрасте 86 лет.

## Личная жизнь
Люмет был женат четыре раза:
- на Рите Гэм в 1949—1955 годах, разведены;
- на Глории Вандербильт в 1956—1963 годах, разведены;
- на Гейл Джонс (дочь Лины Хорн) в 1963—1978 годах, разведены;
- на Мэри Гимбел с 1980 года до смерти Люмета.

От брака с Джонс имел двух дочерей, одна из которых — актриса и сценаристка Дженни Люмет.

## Фильмография
- «Космическая одиссея 2001 года»

### Режиссёрские работы

#### 1950-е
- 1959 — Из породы беглецов / The Fugitive Kind
- 1959 — Такая женщина / That Kind of Woman
- 1958 — Вся королевская рать (ТВ) / All the King’s Men
- 1958 — Очарованная сценой / Stage Struck
- 1957 — Мистер Бродвей (ТВ) / Mr. Broadway
- 1957 — 12 разгневанных мужчин / 12 Angry Men
- 1956 — 1961 — Театр 90 (сериал) / Playhouse 90

#### 1960-е
- 1969 — Свидание / The Appointment
- 1968 — Чайка / The Sea Gull
- 1968 — Прощай, Брейверман / Bye Bye Braverman
- 1966 — Дело самоубийцы / The Deadly Affair
- 1966 — Группа / The Group
- 1965 — Холм / The Hill
- 1964 — Ростовщик / The Pawnbroker
- 1964 — Система безопасности / Fail-Safe
- 1962 — Долгий день уходит в ночь / Long Day’s Journey Into Night
- 1962 — Вид с моста / Vu du pont
- 1960 — Расёмон (ТВ) / Rashomon

#### 1970-е
- 1978 — Виз / The Wiz
- 1977 — Эквус / Equus
- 1976 — Телесеть / Network
- 1975 — Собачий полдень / Dog Day Afternoon
- 1974 — Убийство в «Восточном экспрессе» / Murder on the Orient Express
- 1974 — Любя Молли / Lovin' Molly
- 1973 — Серпико / Serpico
- 1972 — Детская игра / Child’s Play
- 1972 — Оскорбление / The Offence
- 1971 — Магнитные ленты Андерсона / The Anderson Tapes
- 1970 — Из Монтгомери в Мемфис / King: A Filmed Record… Montgomery to Memphis
- 1970 — Последняя лихая штучка из Мобила / Last of the Mobile Hot Shots

#### 1980-е
- 1989 — Семейное дело / Family Business
- 1988 — Бег на месте / Running on Empty
- 1986 — На следующее утро / The Morning After
- 1986 — Власть / Power
- 1984 — Гарбо рассказывает / Garbo Talks
- 1983 — Дэниел / Daniel
- 1982 — Вердикт / The Verdict
- 1982 — Смертельная ловушка / Deathtrap
- 1981 — Принц города / Prince of the City
- 1980 — Лучше скажи, что ты хочешь / Just Tell Me What You Want

#### 1990-е
- 1999 — Глория / Gloria
- 1997 — Интенсивная терапия / Critical Care
- 1997 — Ночь над Манхэттеном / Night Falls on Manhattan
- 1993 — Виновен вне подозрений / Guilty as Sin
- 1992 — Чужая среди нас / A Stranger Among Us
- 1990 — Вопросы и ответы / Q & A

#### 2000-е
- 2007 — Игры дьявола / Before the Devil Knows You’re Dead
- 2006 — Признайте меня виновным / Find Me Guilty
- 2004 — Личный досмотр / Strip Search

### Сценарист
- 1981 — «Принц города» («Prince of the City»)
- 1990 — «Вопросы и ответы» («Q & A»)
- 1997 — «Ночь над Манхэттеном» («Night Falls on Manhattan»)
- 2006 — «Признайте меня виновным» («Find Me Guilty»)

### Актёрские работы
- 1935 — «Папиросы» (Cigarettes, короткометражный на идише)
- 1939 — «Треть нации» (One Third of a Nation)
- 2004 — «Маньчжурский кандидат» («The Manchurian Candidate»)

## Награды
- 1976 — «Золотой глобус»
- 1957 — Золотой медведь за лучший фильм Берлинского кинофестиваля
- 2005 — Почётный Оскар